# Amuru (district)
Le district d'Amuru est un district d'Ouganda. Sa capitale est Amuru.

## Histoire
Le 20 avril 1995, la localité d'Atiak (en) a été le cadre du massacre d'Atiak (en), au cours duquel l'Armée de résistance du Seigneur a tué environ 300 hommes adultes et enlevé des enfants.
Le district d'Amuru a été créé en 2006 par séparation de celui de Gulu.

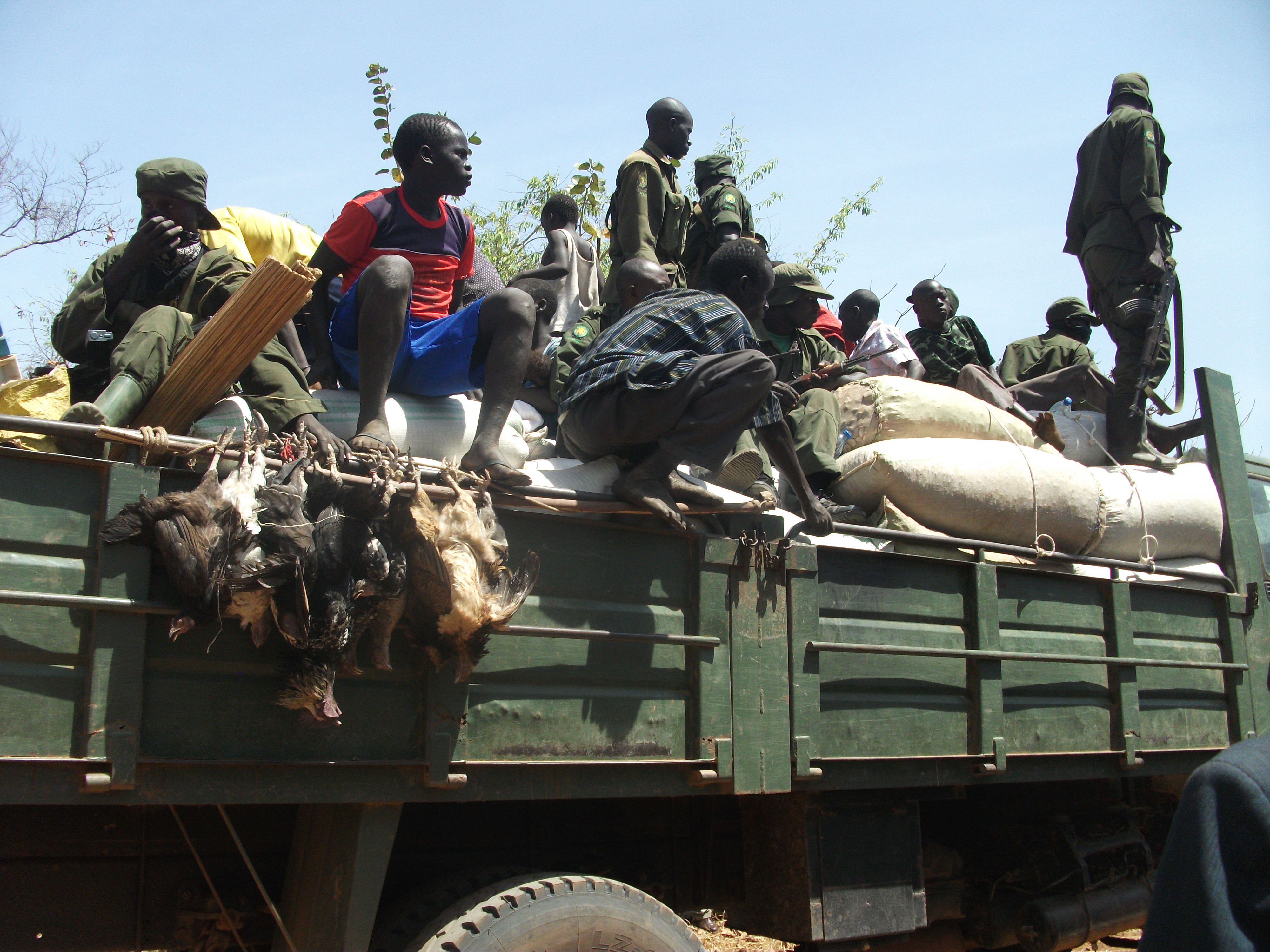
Transport dans le district (Apaa) en 2012.
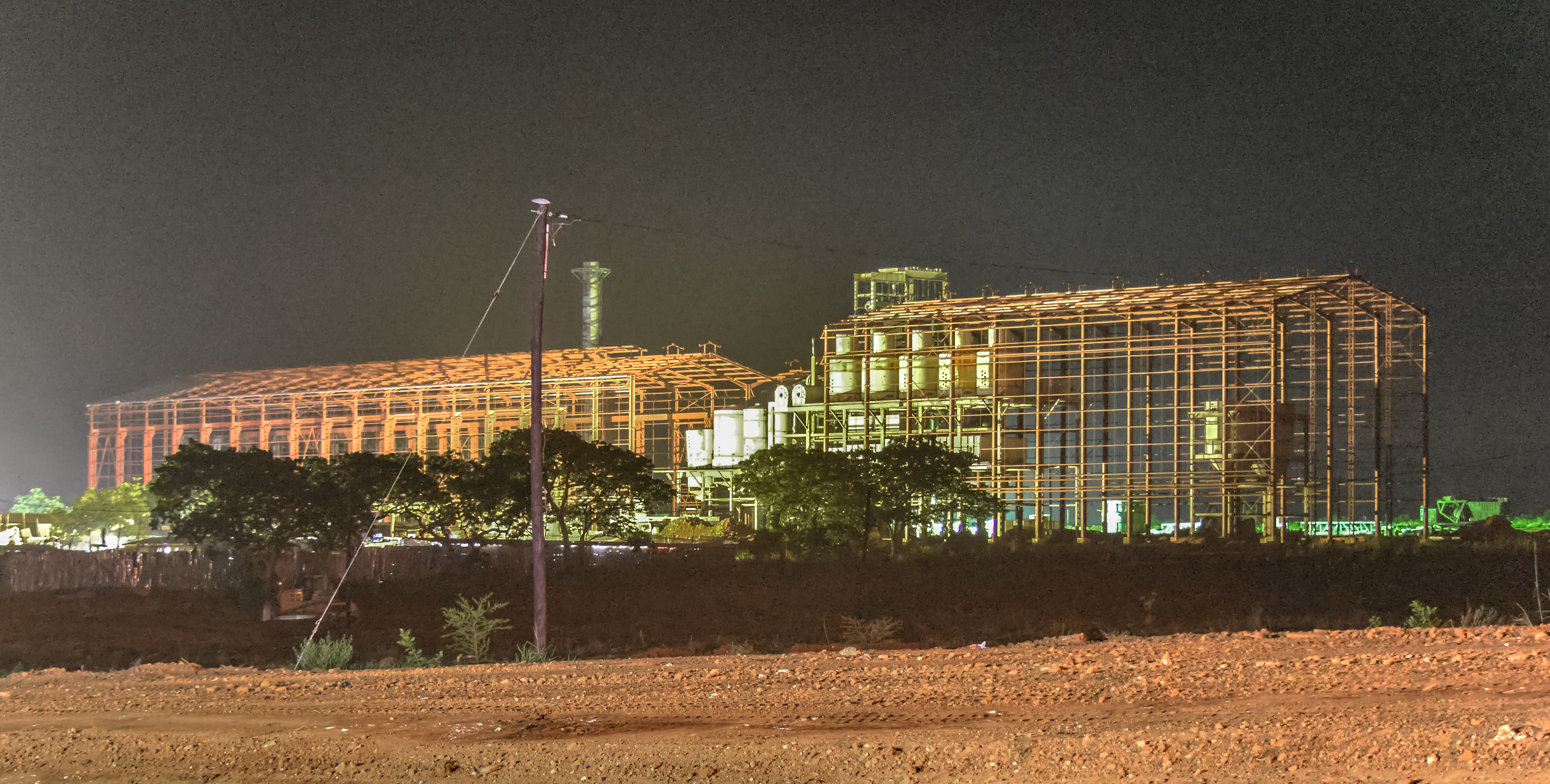
Usine sucrière d'Atiak (en) en 2016.